# Manel
Manel é um grupo musical de Barcelona que canta em catalão. Sua música mistura elementos do pop com alguns do folk. Lançaram-se comercialmente em 2008, com a estreia do seu primeiro disco, intitulado Els millors professors europeus. Para a crítica, têm semelhanças com outros artistas catalães, como  Jaume Sisa, Pau Riba e Antònia Font, e outros internacionais, como Beirut e Sufjan Stevens.

## História

### Início
Todos os componentes do grupo frequentaram a Escola Costa i Llobera, em Barcelona, mas não se conheciam durante o período escolar porque tinham idades diferentes. Anos mais tarde, acabaram se conhecendo através de amigos em comum e irmãos menores, e formando a banda. Daí em diante, a ascensão foi meteórica: em 2007, tornaram-se conhecidos no concurso de demos musicais Sona 9, em 2007, no qual se classificaram como finalistas e ganharam o Premi Juventut; com o prêmio de segundo lugar, investiram na gravação de seu primeiro álbum. Foi logo antes de se apresentar nesse concurso que o nome «Manel» lhes veio casualmente à mente. Segundo os próprios, o nome não tem significado concreto.

### Els millors professors europeus
Saiu à venda em 2008 seu primeiro disco, chamado Els millors professors europeus (em português, Os melhores professores europeus), cujo título faz referência a um dos versos da música Pla quinquennal. O álbum, gravado nos Estudis Nòmada 57 entre junho e outubro de 2007, e lançado pela Discmedi, recebeu boas críticas. A revista Enderrock conferiu a ele o prêmio de melhor disco de pop-rock do ano, ao passo que a revista Rockdelux o classificou como o terceiro melhor disco espanhol do ano e a Mondosonoro, como o sétimo, na mesma categoria. Foram considerados um dos grupos revelação de 2008 no cenário catalão.
O videoclipe de «Dona estrangera», dirigido por Sergi Pérez Mañas, venceu o prêmio de melhor videoclipe do ano no festival Cinemad 08. Em 2009, gravaram com Albert Pla, Joan Miquel Oliver, Gerard Quintana, Estopa, Quimi Portet a música «El caganer», que integrou o álbum Cançons Prenadal, que reuniu diversos artistas relacionados à cultura catalã.
Até setembro de 2010, o disco havia vendido más de 30 mil cópias, alcançando, assim, a marca de disco de ouro.

### 10 milles per veure una bona armadura
Seu segundo disco saiu à venda em 15 de março de 2011, com o nome de 10 milles per veure una bona armadura (em tradução livre para o português, 10 milhas para ver uma boa armadura). O título faz alusão a uma frase que pronunciava Kenneth Branagh em Muito barulho por nada. Em 10 dias, se tornou o disco mais vendido em toda a Espanha, feito inédito para grupos catalães. O álbum se manteve na primeira posição por duas semanas consecutivas.

### Atletes, baixin de l'escenari
O seu terceiro disco, Atletes, baixin de l'escenari (Atletas, desçam do palco, em português) traz como título uma frase célebre do narrador dos Jogos Olímpicos de Barcelona, Constantino Romero, quando atletas de várias delegações presentes invadiram o campo durante a apresentação de Peret e Los Manolos na cerimônia de encerramento dos Jogos no Estádio Olímpico de Monjüic.
O disco contém 13 músicas. A canção que abre o disco, «Ai, Yoko», remete à música «Oh Yoko», de John Lennon. Como forma de promover as pré-vendas do disco físico e as vendas digitais, foi lançado em 26 de março o primeiro single do álbum, «Teresa Rampell». Em consequência, tanto o single quanto a pré-venda do disco atingiram o número um de vendas de música e de álbuns no iTunes espanhol.

## Membros

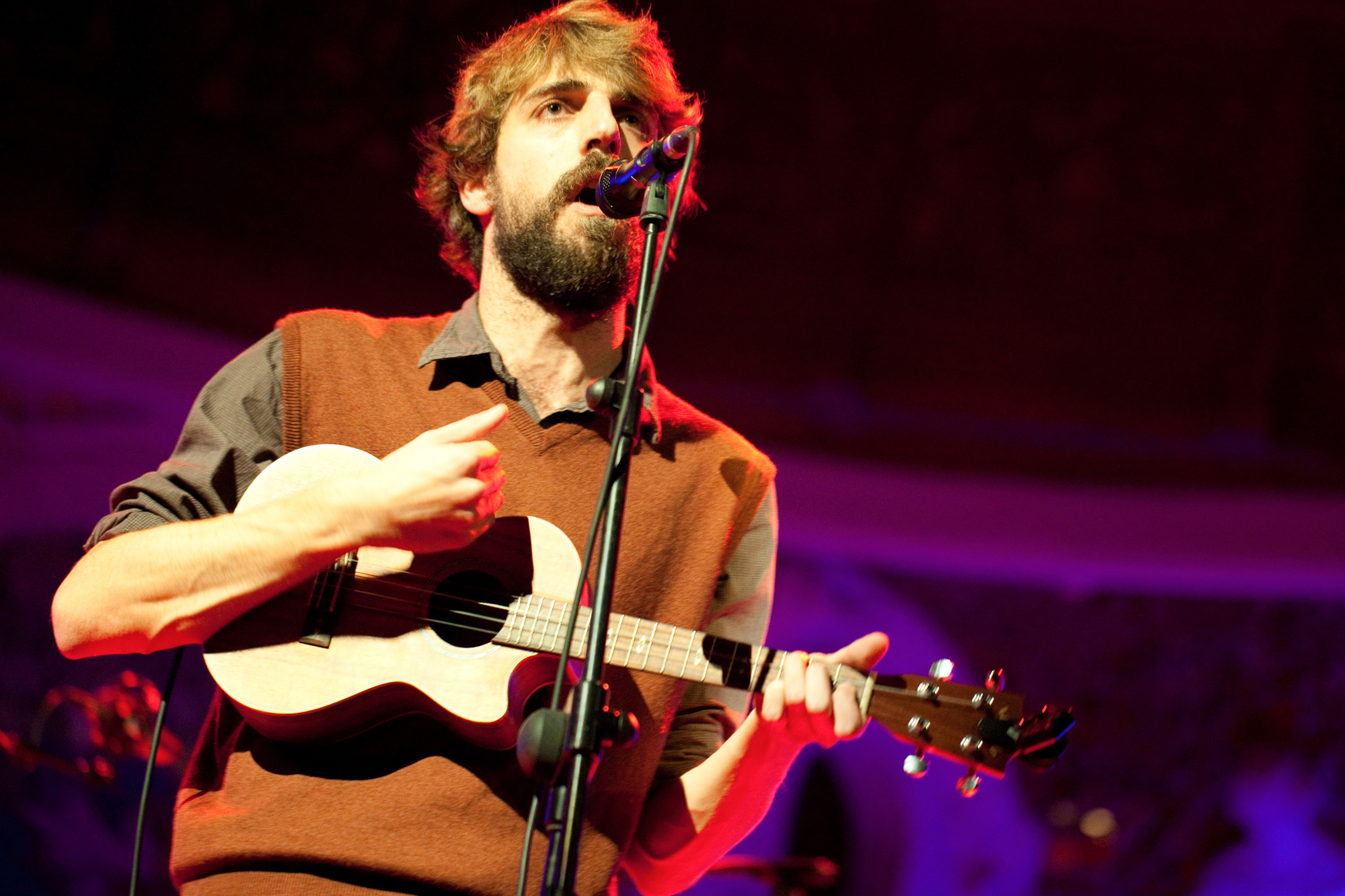
Guillem Gisbert (vocal, guitarra e ukulele)
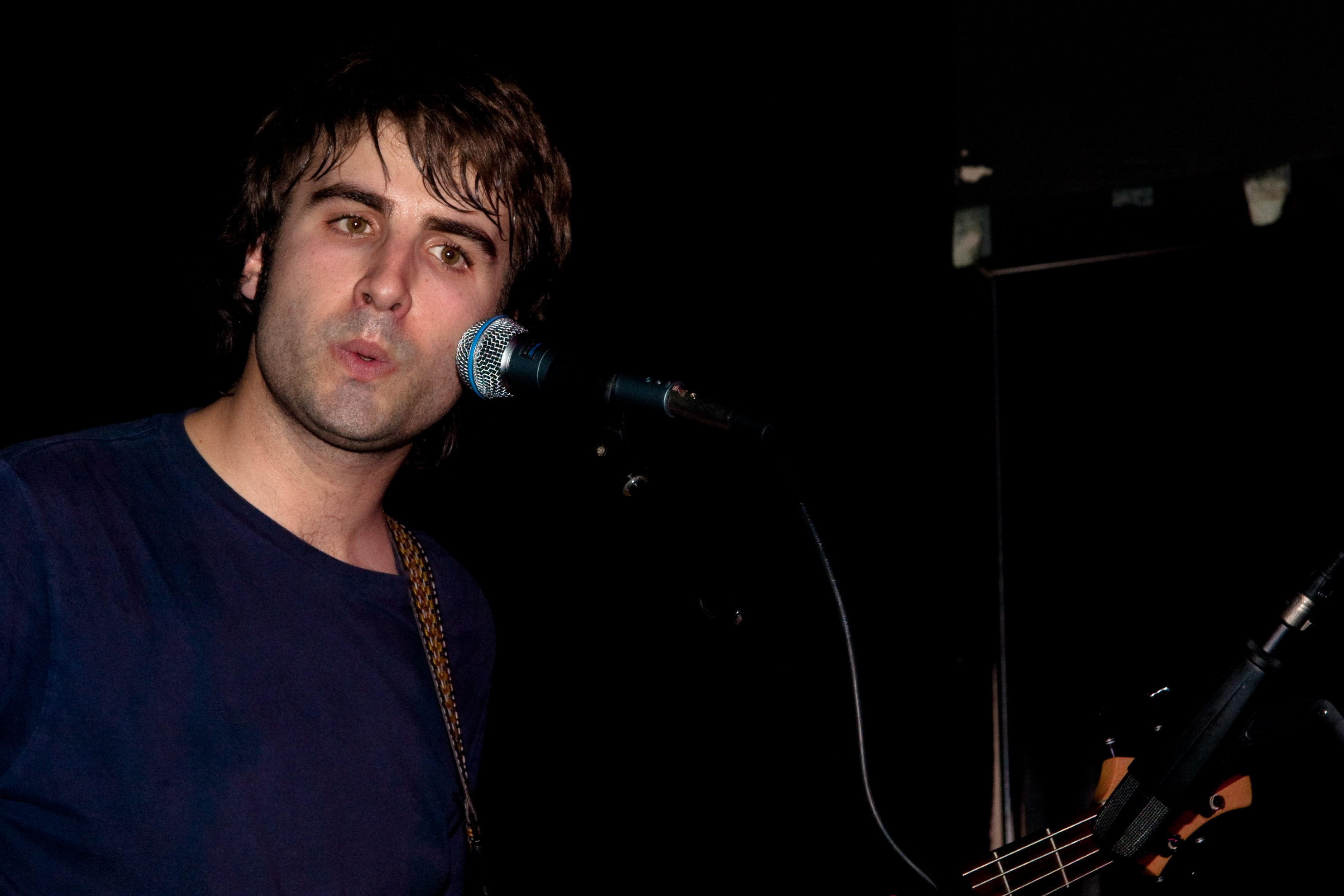
Martí Maymó (baixo e clarinete)
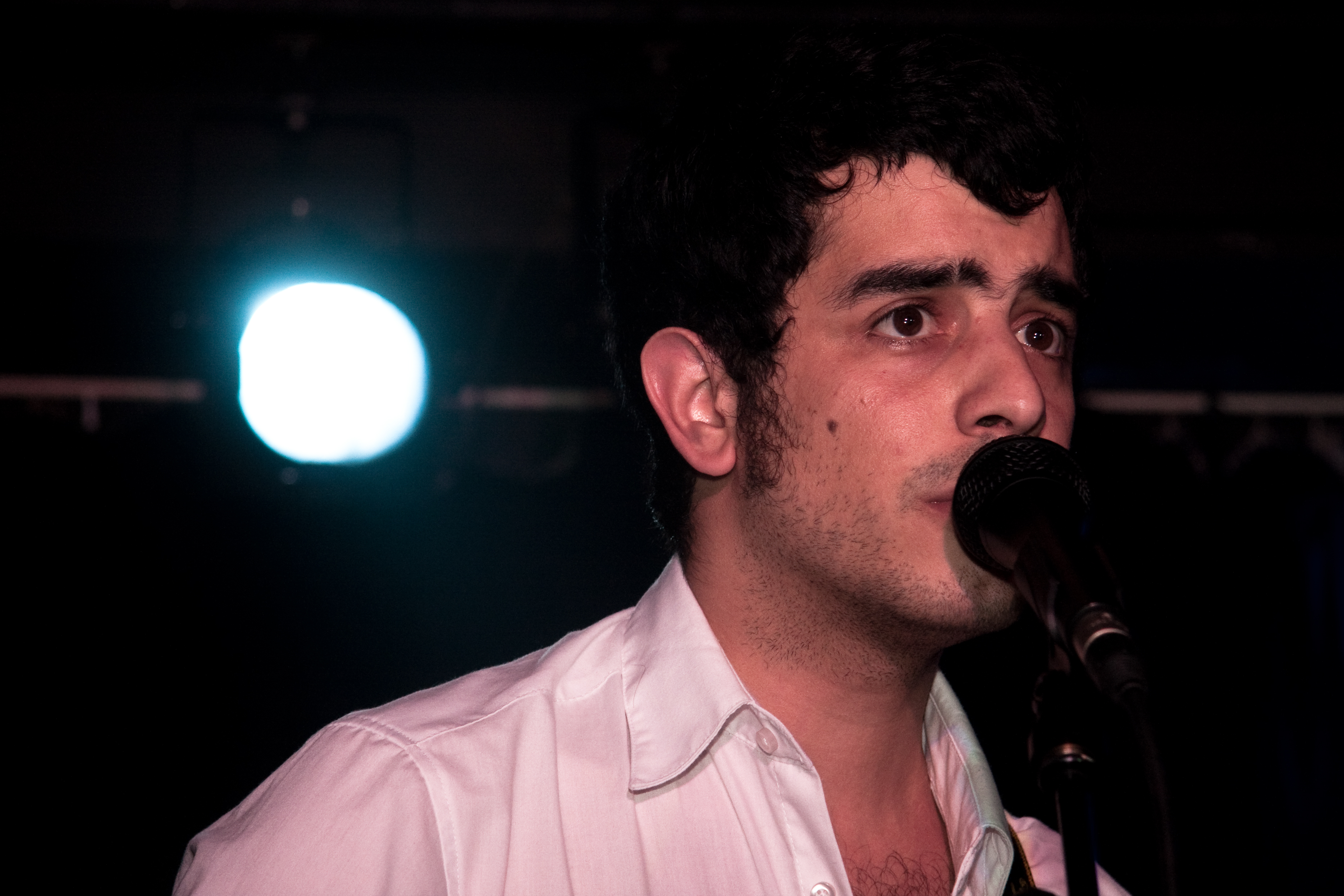
Roger Padilla (guitarra, banjo e ukulele)
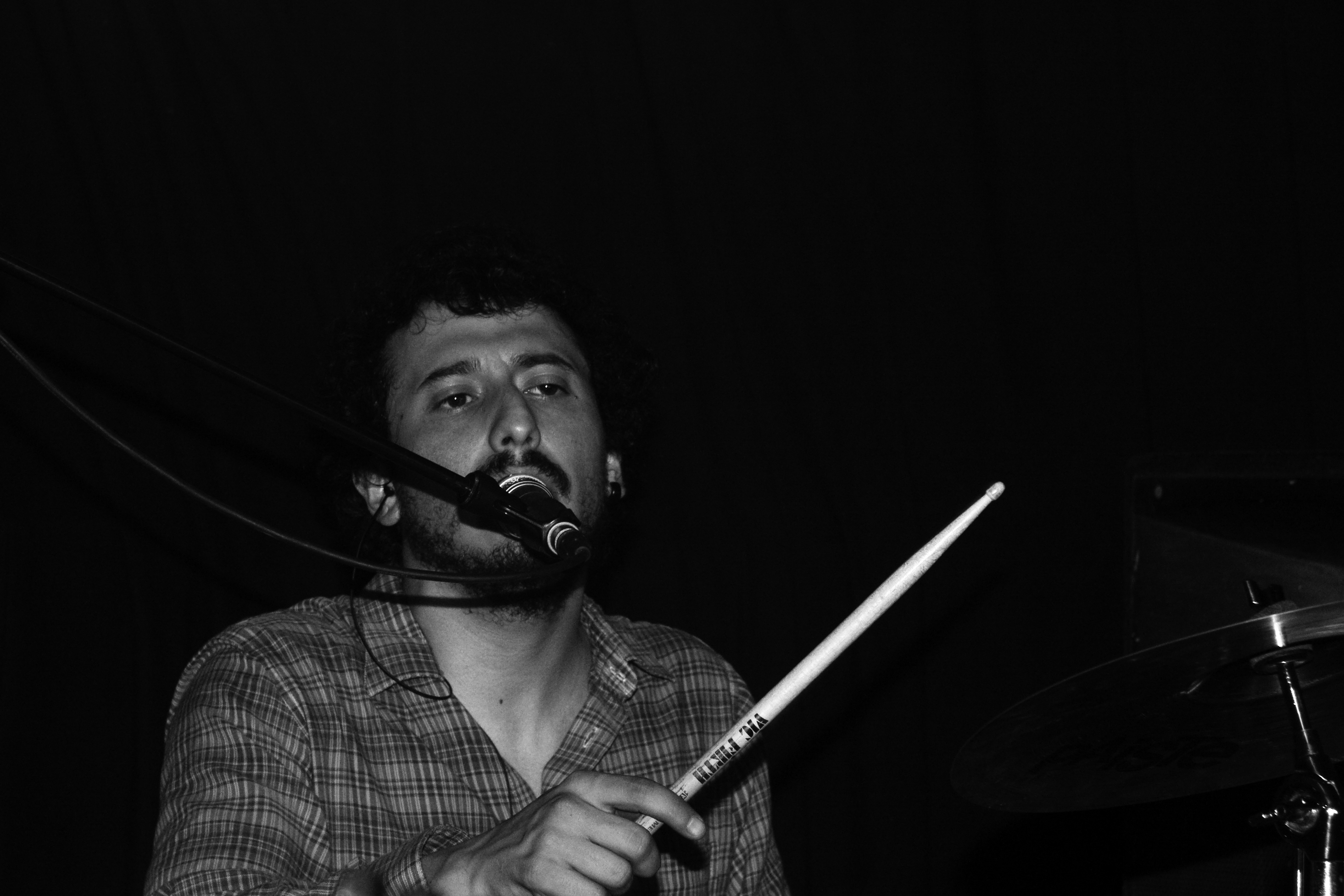
Arnau Vallvé (bateria)

## Discografia
Els millors professors europeus (2008)
| N.º | Título                            | Duração |  |
| 1.  | "En la que el Bernat s'et troba"  | 4:19    |  |
| 2.  | "Avís per a navegants"            | 2:46    |  |
| 3.  | "Ai, Dolors"                      | 3:19    |  |
| 4.  | "Pla quinquennal"                 | 2:58    |  |
| 5.  | "Roma"                            | 3:45    |  |
| 6.  | "Captatio benevolentiae"          | 4:19    |  |
| 7.  | "Nit freda per ser abril"         | 4:21    |  |
| 8.  | "Al mar!"                         | 3:28    |  |
| 9.  | "Els guapos són els raros"        | 3:38    |  |
| 10. | "Dona estrangera"                 | 3:59    |  |
| 11. | "Ceràmiques Guzmán"               | 3:23    |  |
| 12. | "Corrandes de la parella estable" | 7:15    |  |

10 milles per veure una bona armadura (2011)
| N.º | Título                                    | Duração |  |
| 1.  | "Benvolgut"                               | 4:15    |  |
| 2.  | "La cançó del soldadet"                   | 3:57    |  |
| 3.  | "El gran salt"                            | 3:21    |  |
| 4.  | "Boomerang"                               | 5:07    |  |
| 5.  | "La bola de cristall"                     | 4:12    |  |
| 6.  | "Aniversari"                              | 4:29    |  |
| 7.  | "Flor groga"                              | 3:57    |  |
| 8.  | "Criticarem les noves modes de pentinats" | 6:06    |  |
| 9.  | "El Miquel i l'Olga tornen"               | 3:39    |  |
| 10. | "Deixa-la, Toni, deixa-la"                | 6:22    |  |

Atletes, baixin de l'escenari (2013)
| N.º | Título                        | Duração |  |
| 1.  | "Ai, Yoko"                    | 3:36    |  |
| 2.  | "Vés bruixot!"                | 4:10    |  |
| 3.  | "Ja era fort"                 | 2:59    |  |
| 4.  | "Banda de rock"               | 3:08    |  |
| 5.  | "Deixar-te un dia"            | 4:11    |  |
| 6.  | "Mort d'un heroi romàntic"    | 5:26    |  |
| 7.  | "Imagina't un nen"            | 2:35    |  |
| 8.  | "Teresa Rampell"              | 5:30    |  |
| 9.  | "A veure què en fem"          | 4:57    |  |
| 10. | "Desapareixíem lentament"     | 3:21    |  |
| 11. | "Quin dia feia, amics..."     | 3:59    |  |
| 12. | "Fes-me petons"               | 4:38    |  |
| 13. | "Un directiu em va acomiadar" | 3:19    |  |